# Zytotoxische T-Zelle
Zytotoxische T-Zellen (englisch cytotoxic T lymphocyte, CTL) auch als CD8-Lymphozyten bezeichnet und früher T-Killerzellen genannt, gehören zu den T-Lymphozyten (T-Zellen) und zählen zur adaptiven Immunabwehr. Ihre Hauptaufgabe besteht darin, von Pathogenen infizierte Körperzellen anhand von erregertypischen Antigenen zu erkennen und zu eliminieren. Darüber hinaus spielen sie eine Rolle bei der Bekämpfung entarteter Zellen.
Zytotoxische T-Zellen werden im Knochenmark gebildet, vollziehen jedoch einen wichtigen Entwicklungsschritt im Thymus. Dort findet die Generierung ihres individuellen T-Zell-Rezeptors sowie eine positive und negative Selektion statt. Durch diesen Schritt wird gewährleistet, dass die Zellen einerseits in der Lage sind fremde Antigene zu erkennen und andererseits körpereigene Antigene zu ignorieren.

## Funktionen
Zytotoxische T-Zellen patrouillieren durch das Blut, das Lymphsystem sowie Gewebe und Organe. Dabei interagieren sie ständig mit den verschiedenen, körpereigenen Zellen, prüfen deren Zustand und töten diejenigen ab, die von Krankheitserregern befallen und modifiziert worden sind. Neben der Bekämpfung infizierter Zellen spielen sie auch eine Rolle bei der Beseitigung von Krebszellen.
Auf molekularer Ebene erfolgt die Unterscheidung infizierter oder entarteter Zellen von gesunden Zellen mithilfe des T-Zell-Rezeptors auf Seiten der Zytotoxischen T-Zellen und des MHC-I-Proteins auf Seiten der infizierten Zielzelle:
MHC-I-Proteine befinden sich auf der Oberfläche aller kernhaltigen, körpereigenen Zellen. An sie gebunden sind Antigenpeptide, die aus dem Inneren der jeweiligen Zelle stammen und die aus dem proteasomalen Abbau größerer Proteine stammen. Gesunde, nicht infizierte Körperzellen präsentieren somit eine variable Mischung verschiedenster, zellspezifischer Selbst-Peptide. Dadurch weisen sie sich so vor den  Zellen des Immunsystems als „gesund“ aus. Sind sie dagegen von einem Virus infiziert, gelangen auch virusspezifische Antigenpeptide auf die MHC-Moleküle und signalisieren so den Immunzellen den Erregerbefall der Zielzelle.
Die T-Zell-Rezeptoren sind auf der Membranaußenseite der Zytotoxischen T-Zellen lokalisiert und dadurch gekennzeichnet, dass sie jeweils nur ein bestimmtes Antigen binden. Alle T-Zell-Rezeptoren auf der Oberfläche einer Cytotoxischen T-Zelle sind spezifisch für ein einziges, spezifisches Antigen. Antigene, die der Spezifität der Zytotoxischen T-Zelle nicht entsprechen, werden von dieser nicht erkannt.
Binden die aktivierten Zytotoxischen T-Zellen im Gewebe an ihren spezifischen MHC-I-Peptid-Komplex, schütten sie Perforine und Granzyme aus, welche die gebundene Zielzelle abtöten. Zudem produzieren und sezernieren aktivierte Zytotoxische T-Zellen auch Proteine wie das Interferon-γ, welches in benachbarten Zellen die Expression von MHC-I-Proteinen fördert. Dies führt zu einer verstärkten Präsentation von intrazellulär abgebauten Peptiden. Im Falle einer beispielsweise mit einem Virus infizierten Zelle werden dadurch auch vermehrt virale Peptide präsentiert, welche wiederum von spezifisch geprägten Zytotoxischen T-Zellen erkannt werden. Die Immunantwort wird so insbesondere im infizierten Bereich verstärkt.
Zytotoxische T-Zellen sind somit wichtige Mittler der zellulären Immunantwort und zielen darauf ab, intrazelluläre Infektionen (vor allem durch Viren) aufzuhalten, indem die infizierten Zellen durch induzierte Apoptose vernichtet werden.
Darüber hinaus spielen Zytotoxische T-Zellen auch für die Bekämpfung von Tumorzellen eine entscheidende Rolle. Denn diese präsentieren aufgrund von Mutationen und Expressionsänderungen oftmals ein anderes Antigenspektrum als gesunde Zellen. Werden spezifische, tumorassoziierte Antigene auf den MHC-I-Molekülen der Krebszellen präsentiert, können Zytotoxische T-Zellen in der Lage sein, auch diese zu lysieren. Dieser Mechanismus ist für spontane Tumorregressionen mitverantwortlich und wird in der Krebsimmuntherapie, beispielsweise bei einem adoptiven T-Zelltransfer oder der dendritischen Zellvakzinierung, ausgenutzt.

## Entwicklung
Während des Entwicklungsprozesses der T-Zellen im Thymus, wird eine Vielzahl von Zytotoxischen T-Zellen mit unterschiedlichsten Spezifitäten erzeugt. Den Selektionsprozess überleben jedoch nur diejenigen T-Zellen, welche körperfremde, nicht jedoch körpereigene Peptide binden. Dieser Selektionsprozess treibt etwa 95 % der unreifen T-Zellen in den programmierten Zelltod, am Ende des Prozesses entstehen „naive“ Zytotoxische T-Zellen – noch ruhende, nicht aktivierte 
T-Zellen mit einem breiten Antigenrezeptor-Repertoire, die noch keinen Antigenkontakt hatten. Durch den Selektionsprozess im Thymus, aber auch durch weitere periphere Kontrollmechanismen wird sichergestellt, dass keine aktivierten Zytotoxischen T-Zellen entstehen, die das Gewebe des eigenen Organismus attackieren und somit Autoimmunreaktionen auslösen.
Um aktivierte und somit voll funktionstüchtige Zytotoxische T-Zellen zu generieren, ist außerdem die antigenspezifische Interaktion der „naiven“ Zytotoxischen T-Zellen mit Professionelle antigenpräsentierende Zellen (meist reife dendritische Zellen) zwingend erforderlich. Reife dendritische Zellen sind in der Lage, naive CD8+ Zytotoxische T-Zellen über costimulative Signale zu aktivieren. Dadurch sind die aktivierten Zytotoxischen T-Zellen befähigt, infizierte oder entartete Gewebezellen auf Antigen-spezifische Weise zu eliminieren. Um jedoch komplette Funktionalität zu erreichen und darüber hinaus Gedächtniszellen bilden zu können, sind zusätzliche Wechselwirkungen mit CD4+ T-Helferzellen zwingend notwendig.
Ein charakteristischer molekularer Marker für Zytotoxische T-Zellen ist das CD8-Protein, das an die MHC-I-Moleküle bindet. Zusammen mit dem eigentlichen T-Zell-Rezeptor, mit CD3-Molekülen und ζ2- oder ζ/η-Ketten bildet es den T-Zell-Rezeptorkomplex.